# Natalie Imbruglia

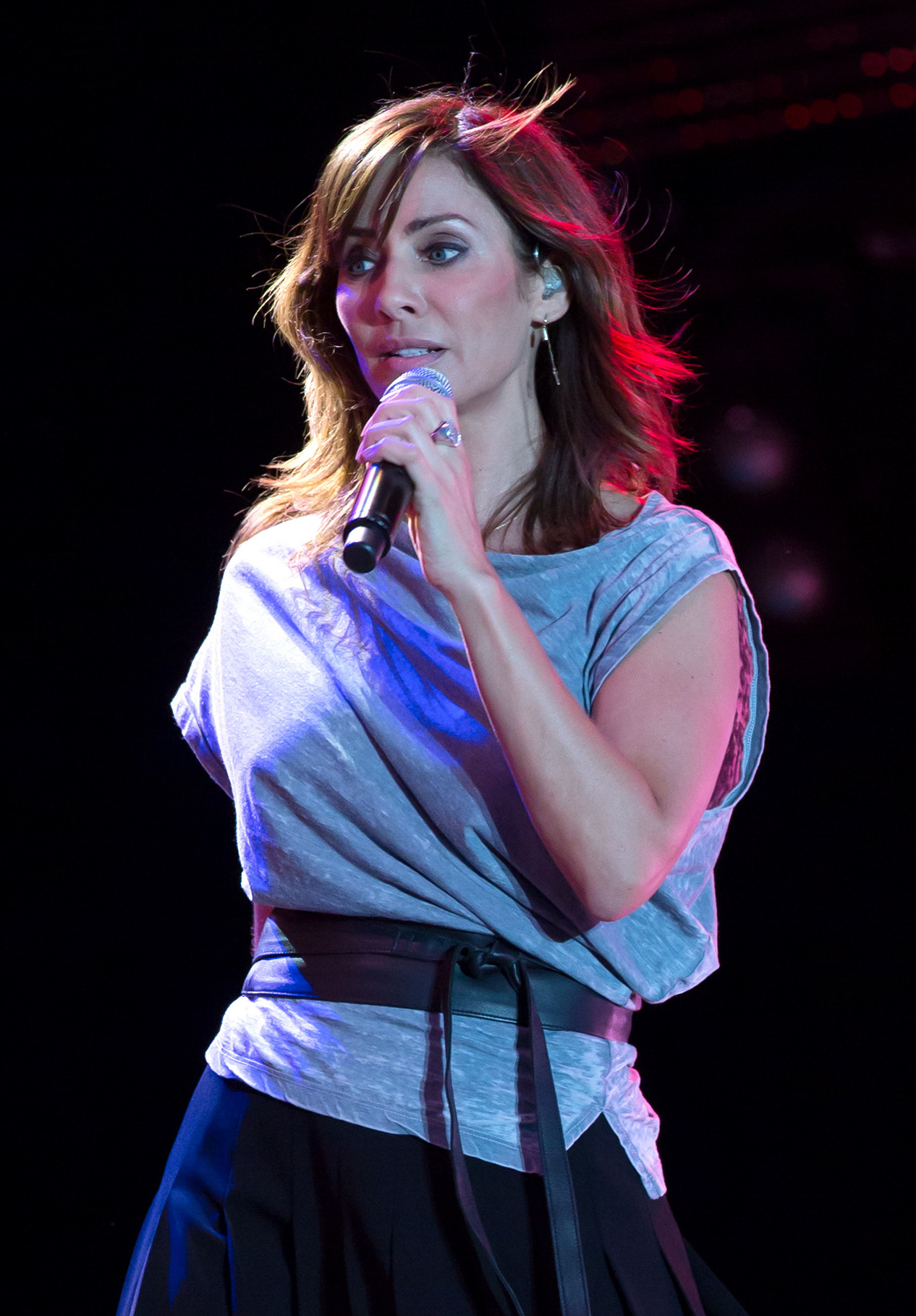
Natalie Imbruglia (2015)

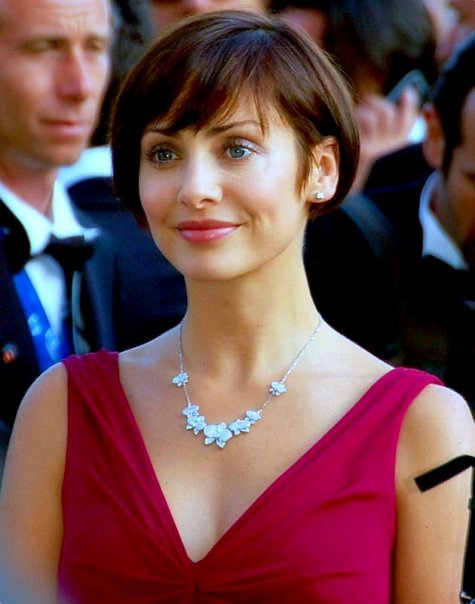
Imbruglia auf dem Cannes Film Festival 2008

Natalie Jane Imbruglia (* 4. Februar 1975 in Sydney, New South Wales) ist eine australisch-britische Sängerin und Schauspielerin. International bekannt wurde sie mit ihrem im Herbst 1997 veröffentlichten Song Torn und ihrem dazugehörigen Debütalbum Left of the Middle.

## Leben und Karriere
Imbruglia wuchs in der kleinen, nah an der Küste und nördlich von Sydney gelegenen Ortschaft Berkeley Vale im australischen Bundesstaat New South Wales auf. Ihr Vater Elliot Imbruglia ist ein italienischer Immigrant von der Insel Lipari, ihre Mutter Maxene Anderson ist gebürtige Australierin. Sie ist die zweitälteste von insgesamt vier Schwestern; ihre jüngere Schwester Laura ist ebenfalls Sängerin. Sie besuchte das McDonald College in Sydney, verließ dieses mit 16 Jahren und zog nach Melbourne.
Ebenso wie zuvor beispielsweise Kylie Minogue, Delta Goodrem und Holly Valance spielte Imbruglia zunächst ab 1991 eine Rolle in der australischen Seifenoper Nachbarn. 1994 verließ sie die Fernsehserie und ging nach London.
Beflügelt durch ihren Erfolg in jener Serie startete Imbruglia 1997 eine Karriere als Sängerin. Ihre erste Single Torn – eine Coverversion des 1993 veröffentlichten Liedes Brændt ihrer dänischen Gesangskollegin Lis Sørensen – erreichte im November 1997 Platz zwei der britischen Singlecharts. Ihr Debütalbum Left of the Middle verkaufte sich allein im Vereinigten Königreich über eine Million Mal und enthielt mit Big Mistake und Smoke (beide 1998) zwei weitere Top-Ten-Hits. 2001 erschien das Nachfolgealbum White Lilies Island, das trotz radiofreundlicher Singleauskopplungen wie That Day (2001), Wrong Impression (2002) und Beauty on the Fire (2002) hinter den Verkaufszahlen des erfolgreichen Debüts zurückblieb.
Imbruglia setzte 2002 ihre Schauspielkarriere fort und spielte neben Rowan Atkinson in der Spionage-Persiflage Johnny English – Der Spion, der es versiebte (2003). Zudem war sie als Model für den französischen Kosmetikhersteller L’Oréal tätig.
Mit der im März 2005 erschienenen Single Shiver konnte Imbruglia einen weiteren Top-Ten-Erfolg in den britischen Charts verbuchen. Ihr daraufhin im April veröffentlichtes drittes Album Counting Down the Days schaffte den Sprung auf Platz eins der britischen Albumcharts. Im September 2007 erschien das Greatest-Hits-Album Glorious: The Singles 97–07 inklusive fünf neuer Songs. Die erste Singleauskopplung daraus war das neu eingespielte Glorious, das im August 2007 in Australien und im September in Deutschland veröffentlicht wurde. Im Oktober 2009 veröffentlichte sie ihr viertes Studioalbum, Come to Life, auf dem die Single Want zu finden ist.
2014 unterschrieb Imbruglia bei Sony Masterworks, wo sie ihr erstes Studioalbum seit fünf Jahren veröffentlichte. Das Male betitelte Album beinhaltet ausschließlich Coversongs männlicher Interpreten. Die erste Single, Instant Crush, stammt im Original von Daft Punk feat. Julian Casablancas und erschien im Juli 2015.
Am 12. Februar 2022 gewann Imbruglia als Panda die dritte Staffel der britischen Version von The Masked Singer. Von Oktober bis November 2024 nahm sie als Bluebell an der zwölften Staffel der US-amerikanischen Version teil, in der sie den neunten Platz erreichte.
An Silvester 2003 heiratete Imbruglia ihren Landsmann und Gesangskollegen Daniel Johns – Leadsänger der Bands Silverchair und The Dissociatives –, mit dem sie bereits drei Jahre lang liiert gewesen war. Im Januar 2008 verkündeten sie ihre Scheidung. Seit 2013 besitzt sie zusätzlich die britische Staatsbürgerschaft. 2019 gab sie bekannt, dass sie mithilfe einer Samenspende Mutter eines Sohnes wurde.

## Diskografie

### Studioalben
| Jahr | Titel Musiklabel                             | Höchstplatzierung, Gesamtwochen, AuszeichnungChartplatzierungen (Jahr, Titel, Musiklabel, Platzierungen, Wochen, Auszeichnungen, Anmerkungen) | Höchstplatzierung, Gesamtwochen, AuszeichnungChartplatzierungen (Jahr, Titel, Musiklabel, Platzierungen, Wochen, Auszeichnungen, Anmerkungen) | Höchstplatzierung, Gesamtwochen, AuszeichnungChartplatzierungen (Jahr, Titel, Musiklabel, Platzierungen, Wochen, Auszeichnungen, Anmerkungen) | Höchstplatzierung, Gesamtwochen, AuszeichnungChartplatzierungen (Jahr, Titel, Musiklabel, Platzierungen, Wochen, Auszeichnungen, Anmerkungen) | Höchstplatzierung, Gesamtwochen, AuszeichnungChartplatzierungen (Jahr, Titel, Musiklabel, Platzierungen, Wochen, Auszeichnungen, Anmerkungen) | Höchstplatzierung, Gesamtwochen, AuszeichnungChartplatzierungen (Jahr, Titel, Musiklabel, Platzierungen, Wochen, Auszeichnungen, Anmerkungen) | Anmerkungen                              |
| Jahr | Titel Musiklabel                             | DE | AT | CH | UK | US | AU | Anmerkungen                              |
| ---- | -------------------------------------------- | --- | --- | --- | --- | --- | --- | ---------------------------------------- |
| 1997 | Left of the Middle BMG Entertainment         | DE4 (29 Wo.)DE | AT11 (16 Wo.)AT | CH3 Platin · (24 Wo.)CH | UK5 ×3Dreifachplatin · (101 Wo.)UK | US10 ×2Doppelplatin · (52 Wo.)US | AU1 ×5Fünffachplatin · (61 Wo.)AU | Erstveröffentlichung: 24. November 1997  |
| 2001 | White Lilies Island BMG Entertainment        | DE49 (2 Wo.)DE | AT59 (2 Wo.)AT | CH23 (16 Wo.)CH | UK15 Gold · (17 Wo.)UK | US35 (7 Wo.)US | AU3 Gold · (7 Wo.)AU | Erstveröffentlichung: 5. November 2001   |
| 2005 | Counting Down the Days Brightside / Sony BMG | DE35 (4 Wo.)DE | AT35 (4 Wo.)AT | CH9 (14 Wo.)CH | UK1 Gold · (17 Wo.)UK | — | AU12 (7 Wo.)AU | Erstveröffentlichung: 4. April 2005      |
| 2009 | Come to Life Malabar / Universal Island      | — | — | CH70 (1 Wo.)CH | — | — | — | Erstveröffentlichung: 2. Oktober 2009    |
| 2015 | Male Sony Music                              | DE97 (1 Wo.)DE | — | CH50 (1 Wo.)CH | UK20 (1 Wo.)UK | — | AU25 (1 Wo.)AU | Erstveröffentlichung: 21. August 2015    |
| 2021 | Firebird BMG Rights Management               | — | — | CH69 (1 Wo.)CH | UK10 (1 Wo.)UK | — | AU30 (1 Wo.)AU | Erstveröffentlichung: 24. September 2021 |

### Livealben
- 2024: London - Live

### Kompilationen
| Jahr | Titel Musiklabel                                  | Höchstplatzierung, Gesamtwochen, AuszeichnungChartplatzierungen (Jahr, Titel, Musiklabel, Platzierungen, Wochen, Auszeichnungen, Anmerkungen) | Höchstplatzierung, Gesamtwochen, AuszeichnungChartplatzierungen (Jahr, Titel, Musiklabel, Platzierungen, Wochen, Auszeichnungen, Anmerkungen) | Höchstplatzierung, Gesamtwochen, AuszeichnungChartplatzierungen (Jahr, Titel, Musiklabel, Platzierungen, Wochen, Auszeichnungen, Anmerkungen) | Anmerkungen                             |
| Jahr | Titel Musiklabel                                  | CH | UK | AU | Anmerkungen                             |
| ---- | ------------------------------------------------- | --- | --- | --- | --------------------------------------- |
| 2007 | Glorious: The Singles 97–07 Brightside / Sony BMG | CH28 (4 Wo.)CH | UK5 Gold · (5 Wo.)UK | AU40 (1 Wo.)AU | Erstveröffentlichung: 7. September 2007 |

Weitere Kompilationen
- 1998: Especial de Radio
- 2005: X2: Left of the Middle / White Lilies Island

### Singles
| Jahr | Titel Album                              | Höchstplatzierung, Gesamtwochen, AuszeichnungChartplatzierungen (Jahr, Titel, Album, Platzierungen, Wochen, Auszeichnungen, Anmerkungen) | Höchstplatzierung, Gesamtwochen, AuszeichnungChartplatzierungen (Jahr, Titel, Album, Platzierungen, Wochen, Auszeichnungen, Anmerkungen) | Höchstplatzierung, Gesamtwochen, AuszeichnungChartplatzierungen (Jahr, Titel, Album, Platzierungen, Wochen, Auszeichnungen, Anmerkungen) | Höchstplatzierung, Gesamtwochen, AuszeichnungChartplatzierungen (Jahr, Titel, Album, Platzierungen, Wochen, Auszeichnungen, Anmerkungen) | Höchstplatzierung, Gesamtwochen, AuszeichnungChartplatzierungen (Jahr, Titel, Album, Platzierungen, Wochen, Auszeichnungen, Anmerkungen) | Höchstplatzierung, Gesamtwochen, AuszeichnungChartplatzierungen (Jahr, Titel, Album, Platzierungen, Wochen, Auszeichnungen, Anmerkungen) | Anmerkungen                                                                  |
| Jahr | Titel Album                              | DE | AT | CH | UK | US | AU | Anmerkungen                                                                  |
| ---- | ---------------------------------------- | --- | --- | --- | --- | --- | --- | ---------------------------------------------------------------------------- |
| 1997 | Torn Left of the Middle                  | DE4 Gold · (24 Wo.)DE | AT3 (15 Wo.)AT | CH2 Gold · (26 Wo.)CH | UK2 ×4Vierfachplatin · (21 Wo.)UK | US42 (31 Wo.)US | AU2 Platin · (20 Wo.)AU | Erstveröffentlichung: 27. Oktober 1997 Original: Lis Sørensen – Brændt, 1993 |
| 1998 | Big Mistake Left of the Middle           | — | — | — | UK2 Silber · (12 Wo.)UK | — | AU6 Gold · (21 Wo.)AU | Erstveröffentlichung: 23. Februar 1998                                       |
| 1998 | Wishing I Was There Left of the Middle   | DE68 (9 Wo.)DE | — | — | UK19 (7 Wo.)UK | — | AU24 (7 Wo.)AU | Erstveröffentlichung: 18. Mai 1998                                           |
| 1998 | Smoke Left of the Middle                 | — | — | — | UK5 (10 Wo.)UK | — | AU42 (3 Wo.)AU | Erstveröffentlichung: 5. Oktober 1998                                        |
| 2001 | That Day White Lilies Island             | — | — | CH75 (5 Wo.)CH | UK11 (7 Wo.)UK | — | AU10 (4 Wo.)AU | Erstveröffentlichung: 29. Oktober 2001                                       |
| 2002 | Wrong Impression White Lilies Island     | — | — | CH41 (11 Wo.)CH | UK10 (7 Wo.)UK | US64 (8 Wo.)US | AU33 (6 Wo.)AU | Erstveröffentlichung: 29. Januar 2002                                        |
| 2002 | Beauty on the Fire White Lilies Island   | — | — | — | UK26 (2 Wo.)UK | — | — | Erstveröffentlichung: 22. Juli 2002                                          |
| 2005 | Shiver Counting Down the Days            | DE52 (9 Wo.)DE | AT41 (12 Wo.)AT | CH36 (14 Wo.)CH | UK8 (18 Wo.)UK | — | AU19 (10 Wo.)AU | Erstveröffentlichung: 21. März 2005                                          |
| 2005 | Counting Down the Days                   | — | — | CH90 (4 Wo.)CH | UK23 (6 Wo.)UK | — | — | Erstveröffentlichung: 25. Juli 2005                                          |
| 2007 | Glorious Glorious: The Singles 1997–2007 | — | — | CH92 (1 Wo.)CH | UK23 (5 Wo.)UK | — | — | Erstveröffentlichung: 27. August 2007                                        |
| 2009 | Want Come to Life                        | — | — | — | UK88 (1 Wo.)UK | — | — | Erstveröffentlichung: 28. September 2009                                     |

Weitere Singles
- 1998: Intuition
- 1998: Left of the Middle
- 1999: Identify (nur in den USA als Single veröffentlicht)
- 2002: Sunlight
- 2005: Come on Home
- 2007: Be with You
- 2015: Instant Crush
- 2021: On my way
- 2021: Maybe it's great
- 2021: Build it better
- 2022: Story of My Life

### Gastauftritte und Soundtracks
- 1999: Troubled by the Way We Came Together auf dem Soundtrack zum Film Go
- 1999: Never Tear Us Apart mit Tom Jones auf Reload
- 1999: Identify auf dem Soundtrack zum Film Stigmata
- 2001: Cold Air auf dem Soundtrack zum Film Y tu mamá también (And Your Mother Too)
- 2005: Pineapple Head auf She Will Have Her Way
- 2008: All the Magic auf dem Soundtrack zu Winx Club – Das Geheimnis des verlorenen Königreichs
- 2011: Torn auf dem Soundtrack zu Kokowääh

## Auszeichnungen für Musikverkäufe
| Goldene Schallplatte - Frankreich - 1997: für die Single Torn - 1998: für das Album Left of the Middle - Mexiko - 1999: für das Album Left of the Middle - Niederlande - 1998: für das Album Left of the Middle - 1998: für die Single Torn - Norwegen - 1998: für die Single Torn - Russland - 2007: für das Album Counting Down the Days - 2008: für das Album Glorious: The Singles 97–07 - Schweden - 1998: für das Album Left of the Middle | Platin-Schallplatte - Belgien - 1998: für die Single Torn - 1998: für das Album Left of the Middle - Dänemark - 2024: für die Single Torn - Italien - 2023: für die Single Torn - Japan - 2000: für das Album Left of the Middle - Neuseeland - 1998: für das Album Left of the Middle - Schweden - 1998: für die Single Torn - Spanien - 1999: für das Album Left of the Middle 2× Platin-Schallplatte - Europa - 1999: für das Album Left of the Middle - Spanien - 2025: für die Single Torn 3× Platin-Schallplatte - Kanada - 1998: für das Album Left of the Middle - Neuseeland - 2025: für die Single Torn |

Anmerkung: Auszeichnungen in Ländern aus den Charttabellen bzw. Chartboxen sind in ebendiesen zu finden.
| Land/RegionAuszeichnungen für Musikverkäufe (Land/Region, Auszeichnungen, Verkäufe, Quellen) | Silber  | Gold       | Platin       | Verkäufe    | Quellen                                                                     |
| -------------------------------------------------------------------------------------------- | ------- | ---------- | ------------ | ----------- | --------------------------------------------------------------------------- |
| Australien (ARIA)                                                                            | —       | 2× Gold2   | 6× Platin6   | 490.000     | aria.com.au                                                                 |
| Belgien (BRMA)                                                                               | —       | —          | 2× Platin2   | 100.000     | ultratop.be                                                                 |
| Dänemark (IFPI)                                                                              | —       | —          | Platin1      | 90.000      | ifpi.dk                                                                     |
| Deutschland (BVMI)                                                                           | —       | Gold1      | —            | 250.000     | musikindustrie.de                                                           |
| Europa (IFPI)                                                                                | —       | —          | 2× Platin2   | (2.000.000) | ifpi.org                                                                    |
| Frankreich (SNEP)                                                                            | —       | 2× Gold2   | —            | 350.000     | snepmusique.com                                                             |
| Italien (FIMI)                                                                               | —       | —          | Platin1      | 100.000     | fimi.it                                                                     |
| Japan (RIAJ)                                                                                 | —       | —          | Platin1      | 200.000     | riaj.or.jp                                                                  |
| Kanada (MC)                                                                                  | —       | —          | 3× Platin3   | 300.000     | musiccanada.com                                                             |
| Mexiko (AMPROFON)                                                                            | —       | Gold1      | —            | 100.000     | amprofon.com.mx                                                             |
| Neuseeland (RMNZ)                                                                            | —       | —          | 4× Platin4   | 105.000     | aotearoamusiccharts.co.nz NZ2                                               |
| Niederlande (NVPI)                                                                           | —       | 2× Gold2   | —            | 100.000     | nvpi.nl                                                                     |
| Norwegen (IFPI)                                                                              | —       | Gold1      | —            | 10.000      | ifpi.no                                                                     |
| Russland (NFPF)                                                                              | —       | 2× Gold2   | —            | 20.000      | 2m-online.ru                                                                |
| Schweden (IFPI)                                                                              | —       | Gold1      | Platin1      | 120.000     | sverigetopplistan.se ifpi.se (Memento vom 21. Mai 2012 im Internet Archive) |
| Schweiz (IFPI)                                                                               | —       | Gold1      | Platin1      | 75.000      | hitparade.ch                                                                |
| Spanien (Promusicae)                                                                         | —       | —          | 3× Platin3   | 220.000     | elportaldemusica.es                                                         |
| Vereinigte Staaten (RIAA)                                                                    | —       | —          | 2× Platin2   | 2.000.000   | riaa.com                                                                    |
| Vereinigtes Königreich (BPI)                                                                 | Silber1 | 3× Gold3   | 7× Platin7   | 3.800.000   | bpi.co.uk                                                                   |
| Insgesamt                                                                                    | Silber1 | 16× Gold16 | 34× Platin34 |             |                                                                             |

## Filmografie (Auswahl)

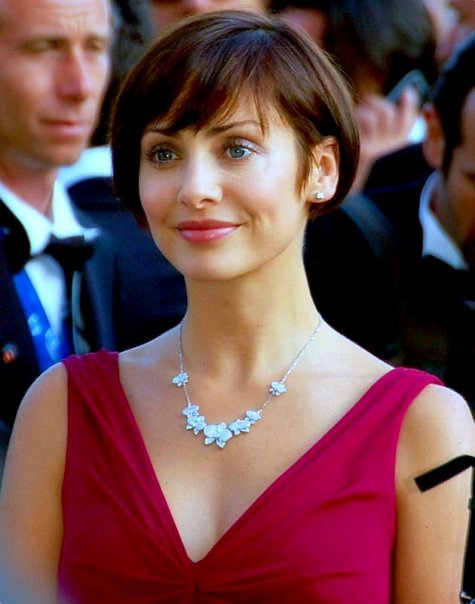
Imbruglia bei den 61. Filmfestspielen von Cannes (2008)

- 1992–2022: Nachbarn (Neighbours, Fernsehserie, 151 Folgen)
- 2002: Robbie, das Rentier in Die Legende des vergessenen Stammes (Legend of the Lost Tribe, TV-Animationsfilm, Stimme)
- 2003: Johnny English – Der Spion, der es versiebte (Johnny English)
- 2009: Closed for Winter
- 2013: Underdogs
- 2014: Among Ravens
- 2015: Little Loopers